# (33735) 1999 NW34
1999 NW34 (asteroide 33735) é um asteroide da cintura principal. Possui uma excentricidade de 0.12461700 e uma inclinação de 13.56262º.
Este asteroide foi descoberto no dia 14 de julho de 1999 por LINEAR em Socorro.